# Lottice Howell
Lottice Howell (Bowling Green, 14 novembre 1897 – Greensboro, 24 ottobre 1982) è stata una cantante e attrice statunitense.

## Biografia
Nata nel Kentucky, crebbe a Moundville, in Alabama, e dopo il diploma conseguito nella Moundville Normal High School studiò musica nell'Huntingdon College di Montgomery e successivamente a New York. Dotata di una voce di soprano leggero, dopo aver insegnato musica in una scuola della Georgia, riuscì a trovare lavoro come cantante sia d'opera che nei teatri di Broadway, partecipando a diversi musical, tra i quali Deep River nel 1926, e Bye, Bye, Bonnie, nel 1927.
Notata dalla Metro-Goldwyn-Mayer, nel 1930 partecipò a quattro film: nel cortometraggio The Flower Garden; nei musical Chi non cerca... trova, di Edward Sedgwick, con Buster Keaton, Robert Montgomery e Anita Page, dove la Howell canta la canzone It Must Be You; Addio Madrid, con Ramón Novarro, film nel quale la Howell non si limita a cantare; ed Estrellados, che è sostanzialmente una replica in lingua spagnola di Chi non cerca... trova, con Raquel Torres al posto di Anita Page, Don Alvarado al posto di Robert Montgomery e María Calvo in luogo di Trixie Friganza.
Conclusa così la sua carriera cinematografica, Lottice Howell proseguì quella di cantante con tournée che la videro esibirsi anche al London Palladium e tenere per anni uno show radiofonico alla NBC. Nel 1942, dopo la morte del padre, pose fine anche alla carriera di cantante per stare vicino alla madre e occuparsi della fattoria di famiglia nella contea di Hale, presso Greensboro, in Alabama, dove morì nel 1982. È sepolta nel Carthage Presbyterian Church Cemetery di Moundville.

## Filmografia
- The Flower Garden (1930)
- Chi non cerca... trova (1930)
- Addio Madrid (1930)
- Estrellados (1930)